# Volejbal na Letních olympijských hrách 1980

## Turnaj mužů
| Zlato   | Sovětský svaz (URS) |
| Stříbro | Bulharsko (BUL)     |
| Bronz   | Rumunsko (ROU)      |

Turnaj se odehrál v rámci XXII. olympijských her ve dnech 20. července – 1. srpna 1980 v Moskvě.
Turnaje se zúčastnilo 10 mužstev, rozdělených do dvou pětičlenných skupin. První dvě mužstva postoupila do play off, týmy na třetím a čtvrtém místě hrály o páté až osmé místo, týmy na pátém místě hrály o deváté místo. Olympijským vítězem se stalo mužstvo Sovětského svazu.

### Skupina A
|    |           | URS | BUL | CUB | TCH | ITA | V | P | Skóre | B |
| 1. | SSSR      | *** | 3:0 | 3:0 | 3:1 | 3:0 | 4 | 0 | 12:1  | 8 |
| 2. | Bulharsko | 0:3 | *** | 3:1 | 3:0 | 3:1 | 3 | 1 | 9:5   | 7 |
| 3. | Kuba      | 0:3 | 1:3 | *** | 2:3 | 3:0 | 1 | 3 | 6:9   | 5 |
| 4. | ČSSR      | 1:3 | 0:3 | 3:2 | *** | 2:3 | 1 | 3 | 6:11  | 5 |
| 5. | Itálie    | 0:3 | 1:3 | 0:3 | 3:2 | *** | 1 | 3 | 4:11  | 5 |

 Kuba -  Itálie 3:0 (15:7, 15:8, 15:6)
20. července 1980 (19:30) – Moskva
 SSSR -  Československo 3:1 (15:13, 15:10, 13:15, 15:7)
20. července 1980 (19:30) – Moskva
 Itálie -  Československo 3:2 (8:15, 15:5, 10:15, 15:8, 15:7)
22. července 1980 (19:30) – Moskva
 Bulharsko -  Kuba 3:1 (15:7, 15:8, 6:15, 15:8)
22. července 1980 (19:30) – Moskva
 Bulharsko -  Československo 3:0 (15:12, 15:5, 15:7)
24. července 1980 (19:30) – Moskva
 SSSR -  Itálie 3:0 (15:2, 15:7, 15:10)
24. července 1980 (19:30) – Moskva
 Československo -  Kuba 3:2 (15:11, 13:15, 2:15, 16:14, 15:9)
26. července 1980 (17:30) – Moskva
 SSSR -  Bulharsko 3:0 (15:6, 15:8, 15:10)
26. července 1980 (19:30) – Moskva
 Bulharsko -  Itálie 3:1 (15:9, 15:9, 6:15, 15:9)
28. července 1980 (17:30) – Moskva
 SSSR -  Kuba 3:0 (15:10, 15:13, 15:11)
28. července 1980 (19:30) – Moskva

### Skupina B
|    |            | POL | RUM | BRA | YUG | LIB | V | P | Skóre | B |
| 1. | Polsko     | *** | 3:1 | 2:3 | 3:1 | 3:0 | 3 | 1 | 11:5  | 7 |
| 2. | Rumunsko   | 1:3 | *** | 3:1 | 3:1 | 3:0 | 3 | 1 | 10:5  | 7 |
| 3. | Brazílie   | 3:2 | 1:3 | *** | 2:3 | 3:0 | 2 | 2 | 9:8   | 6 |
| 4. | Jugoslávie | 1:3 | 1:3 | 3:2 | *** | 3:0 | 2 | 2 | 8:8   | 6 |
| 5. | Libye      | 0:3 | 0:3 | 0:3 | 0:3 | *** | 0 | 4 | 0:12  | 4 |

 Rumunsko -  Libye 3:0 (15:3, 15:1, 15:1)
20. července 1980 (17:30) – Moskva
 Polsko -  Jugoslávie 3:1 (15:11, 11:15, 15:3, 15:7)
20. července 1980 (17:30) – Moskva
 Jugoslávie -  Brazílie 3:2 (8:15, 15:12, 10:15, 15: 4, 15:12)
22. července 1980 (17:30) – Moskva
 Polsko -  Rumunsko 3:1 (9:15, 15:12, 15:13, 15:13)
22. července 1980 (17:30) – Moskva
 Polsko -  Libye 3:0 (15:1, 15:3, 15:1)
24. července 1980 (17:30) – Moskva
 Rumunsko -  Brazílie 3:1 (13:15, 15:4, 15:12, 15: 3)
24. července 1980 (17:30) – Moskva
 Brazílie -  Libye 3:0 (15:1, 15:2, 15:6)
26. července 1980 (17:30) – Moskva
 Rumunsko -  Jugoslávie 3:1 (15:9, 16:14, 8:15, 15:12)
26. července 1980 (19:30) – Moskva
 Brazílie -  Polsko 3:2 (13:15 18:20, 17:15, 15:11, 15:5)
28. července 1980 (17:30) – Moskva
 Jugoslávie -  Libye 3:0 (15:2, 15:1, 15:1)
28. července 1980 (19:30) – Moskva

### Semifinále
Bulharsko -  Polsko 3:0 (15:13, 15:13, 15:7)
31. července 1980 (17:30) – Moskva
 SSSR -  Rumunsko 3:0 (15:6, 15:10, 15:5)
31. července 1980 (19:30) – Moskva

### Finále
SSSR -  Bulharsko 3:1 (15:7, 15:13, 14:16, 15:11)
31. července 1980 (21:30) – Moskva

### O 3. místo
Rumunsko -  Polsko 3:1 (15:10, 9:15, 15:13, 15:9)
31. července 1980 (19:30) – Moskva

### O 5. - 8. místo
Brazílie -  Československo 3:0 (16:14, 15:11, 15:9)
31. července 1980 (17:30) – Moskva
 Jugoslávie -  Kuba 3:2 (12:15, 5:15, 15:12, 16:14, 15:2)
31. července 1980 (19:30) – Moskva

### O 5. místo
Brazílie -  Jugoslávie 3:2 (14:16, 15:9, 8:15, 15:10, 15: 8)
31. července 1980 (20:20) – Moskva

### O 7. místo
Kuba -  Československo 3:1 (14:16, 15:7, 15:10, 15:6)
31. července 1980 (17:30) – Moskva

### O 9. místo
Itálie -  Libye 3:0 (15:2, 15:1, 15:4)
30. července 1980 (11:00) – Moskva

### Soupisky
8.  Československo
| - Cyril Krejčí - Igor Prieložný - Ján Cifra - Ján Repák | - Jaroslav Kopet - Jaroslav Šmíd - Josef Novotný - Josef Pick | - Pavel Řeřábek - Pavel Valach - Vlado Sirvoň - Vlastimír Lenert |

### Konečné pořadí
| XXII. | Olympijské hry | Z | V | P | Skóre | B  |
| ----- | -------------- | - | - | - | ----- | -- |
| 1.    | SSSR           | 6 | 6 | 0 | 18:9  | 12 |
| 2.    | Bulharsko      | 5 | 4 | 1 | 14:3  | 9  |
| 3.    | Rumunsko       | 6 | 4 | 2 | 14:7  | 10 |
| 4.    | Polsko         | 5 | 2 | 3 | 8:9   | 7  |
| 5.    | Brazílie       | 6 | 4 | 2 | 13:8  | 10 |
| 6.    | Jugoslávie     | 6 | 2 | 4 | 10:13 | 8  |
| 7.    | Kuba           | 5 | 2 | 3 | 8:11  | 7  |
| 8.    | Československo | 5 | 0 | 5 | 2:15  | 5  |
| 9.    | Itálie         | 4 | 0 | 4 | 0:12  | 4  |
| 10.   | Libye          | 4 | 0 | 4 | 0:12  | 4  |

## Turnaj žen
| Zlato   | Sovětský svaz (URS)                  |
| Stříbro | Německá demokratická republika (GDR) |
| Bronz   | Bulharsko (BUL)                      |

Turnaj se odehrál v rámci XXII. olympijských her ve dnech 20. července – 1. srpna 1980 v Moskvě.
Turnaje se zúčastnilo 8 družstev, rozdělených do dvou čtyřčlenných skupin. První dvě postoupila do play off, týmy na třetím a čtvrtém místě hrály o 5. resp. 7. místo. Olympijským vítězem se stalo družstvo Sovětského svazu.

### Skupina A
|    |      | URS | GDR | CUB | PER | V | P | Skóre | B |
| 1. | SSSR | *** | 3:1 | 3:0 | 3:1 | 3 | 0 | 9:2   | 6 |
| 2. | NDR  | 1:3 | *** | 3:1 | 3:2 | 2 | 1 | 7:6   | 5 |
| 3. | Kuba | 0:3 | 1:3 | *** | 3:0 | 1 | 2 | 4:6   | 4 |
| 4. | Peru | 1:3 | 2:3 | 0:3 | *** | 0 | 3 | 3:9   | 3 |

 NDR -  Kuba 3:1 (15:11, 15:13, 10:15, 15:4)
21. července 1980 (19:30) – Moskva
 SSSR -  Peru 3:1 (15:2, 7:15, 15:4, 15:9)
21. července 1980 (19:30) – Moskva
 Kuba -  Peru 3:0 (15:6, 15:5, 15:6)
23. července 1980 (19:30) – Moskva
 SSSR -  NDR 3:1 (15:5, 10:15, 16:14, 15:6)
23. července 1980 (19:30) – Moskva
 NDR -  Peru 3:2 (15:10, 15:17, 11:15, 15:10, 15:9)
25. července 1980 (19:30) – Moskva
 SSSR -  Kuba 3:0 (15:6, 15:13, 15:10)
25. července 1980 (19:30) – Moskva

### Skupina B
|    |           | BUL | HUN | ROM | BRA | V | P | Skóre | B |
| 1. | Bulharsko | *** | 1:3 | 3:1 | 3:0 | 2 | 1 | 7:4   | 5 |
| 2. | Maďarsko  | 3:1 | *** | 2:3 | 3:2 | 2 | 1 | 8:6   | 5 |
| 3. | Rumunsko  | 1:3 | 3:2 | *** | 3:2 | 2 | 1 | 7:7   | 5 |
| 4. | Brazílie  | 0:3 | 2:3 | 2:3 | *** | 0 | 3 | 4:9   | 3 |

 Bulharsko -  Rumunsko 3:1 (15:9, 7:15, 15:5, 15:4)
21. července 1980 (17:30) – Moskva
 Maďarsko -  Brazílie 3:2 (17:15, 9:15, 15:12, 6:15, 15:12)
21. července 1980 (17:30) – Moskva
 Rumunsko -  Maďarsko 3:2 (5:15, 15:3, 15:5, 10:15, 15:8)
23. července 1980 (17:30) – Moskva
 Bulharsko -  Brazílie 3:0(15:7, 15:9, 15:12)
23. července 1980 (17:30) – Moskva
 Rumunsko -  Brazílie 3:2 (10:15, 9:15, 15:6, 15:13, 15:6)
25. července 1980 (17:30) – Moskva
 Maďarsko -  Bulharsko 3:1 (8:15, 15:9, 15:7, 15:10)
25. července 1980 (17:30) – Moskva

### Semifinále
NDR -  Bulharsko 3:2 (15:10, 12:15, 15:9, 7:15, 15:6)
27. července 1980 (17:30) – Moskva
 SSSR -  Maďarsko 3:0 (15:11, 15:13, 15:2)
27. července 1980 (19:30) – Moskva

### Finále
SSSR -  NDR 3:1 (15:12, 11:15, 15:13, 15:7)
29. července 1980 (19:30) – Moskva

### O 3. místo
Bulharsko -  Maďarsko 3:2 (15:5, 13:15, 6:15, 15:4, 15:8)
29. července 1980 (17:30) – Moskva

### O 5. - 8. místo
Peru -  Rumunsko 3:0 (15:12, 15:9, 15:11)
27. července 1980 (17:30) – Moskva
 Kuba -  Brazílie 3:0 (15:2, 15:5, 15:6)
27. července 1980 (19:30) – Moskva

### O 5. místo
Kuba -  Peru 3:1 (15:9, 15:7, 12:15, 15:5)
29. července 1980 (18:00)– Moskva

### O 7. místo
Brazílie -  Rumunsko 3:0 (15:8, 15:12, 15:12)
29. července 1980 (16:00) – Moskva

### Konečné pořadí
| XXII. | Olympijské hry | Z | V | P | Skóre | B  |
| ----- | -------------- | - | - | - | ----- | -- |
| 1.    | SSSR           | 5 | 5 | 0 | 15:3  | 10 |
| 2.    | NDR            | 5 | 3 | 2 | 11:11 | 8  |
| 3.    | Bulharsko      | 5 | 3 | 2 | 12:9  | 8  |
| 4.    | Maďarsko       | 5 | 2 | 3 | 10:12 | 7  |
| 5.    | Kuba           | 5 | 3 | 2 | 10:7  | 8  |
| 6.    | Peru           | 5 | 1 | 4 | 7:12  | 6  |
| 7.    | Brazílie       | 5 | 1 | 4 | 7:12  | 7  |
| 8.    | Rumunsko       | 5 | 2 | 3 | 7:13  | 5  |

## Přehled medailí
|              | Zlato | Stříbro | Bronz |
| ------------ | --- | --- | --- |
| Muži Detaily | Sovětský svaz (URS) · Vladimir Černyšov · Vladimir Dorochov · Alexandr Jermilov · Vladimir Kondra · Valerij Krivov · Fedir Laščonov · Viljar Loor · Oleg Moliboga · Jurij Pančenko · Alexandr Savin · Pāvels Seļivanovs · Vjačeslav Zajcev                                   | Bulharsko (BUL) · Jordan Angelov · Dimitar Dimitrov · Stefan Dimitrov · Stojan Gunčev · Christo Iliev · Petko Petkov · Kaspar Simeonov · Christo Stojanov · Mitko Todorov · Cano Canov · Emil Valčev · Dimitar Zlatanov                                | Rumunsko (ROU) · Marius Căta-Chiţiga · Valter Chifu · Laurenţiu Dumănoiu · Günther Enescu · Dan Gîrleanu · Sorin Macavei · Viorel Manole · Florin Mina · Corneliu Oros · Nicolae Pop · Constantin Sterea · Nicu Stoian                          |
| Ženy Detaily | Sovětský svaz (URS) · Jelena Achaminovová · Jelena Andrejuková · Světlana Badulinová · Ljudmila Černyševová · Ljubov Kozyrevová · Lidija Loginovová · Irina Makogonovová · Svetlana Nikišina · Larisa Pavlovová · Naděžda Radzevičová · Natalja Razumovová · Olga Solovovová | Německá demokratická republika (GDR) · Katharina Bullin · Barbara Czekalla · Brigitte Fetzer · Andrea Heim · Ute Kostrzewa · Heike Lehmann · Christine Mummhardt · Karin Püschel · Karla Roffeis · Martina Schmidt · Annette Schultz · Anke Westendorf | Bulharsko (BUL) · Verka Borisovová · Cvetana Božurina · Rosica Dimitrova · Tanja Dimitrova · Maja Georgieva · Margarita Gerasimova · Tanja Gogova · Valentina Ilieva · Rumjana Kaiševa · Anka Christolova · Silvija Petrunova · Galina Stančeva |

## Medailové pořadí
| Pořadí | Země                           | Zlato | Stříbro | Bronz | Celkem |
| 1      | Sovětský svaz                  | 2     | 0       | 0     | 2      |
| 2      | Bulharsko                      | 0     | 1       | 1     | 2      |
| 3      | Německá demokratická republika | 0     | 1       | 0     | 1      |
| 4      | Rumunsko                       | 0     | 0       | 1     | 1      |

## Zúčastněné země
Do bojů o medaile zasáhlo 204 sportovců ze 13 zemí:
- Brazílie (24)
- Bulharsko (22)
- Československo (12)
- Itálie (12)
- Jugoslávie (12)
- Kuba (23)
- Libye (9)
- Maďarsko (12)
- Německá demokratická republika (12)
- Peru (10)
- Polsko (11)
- Rumunsko (22)
- Sovětský svaz (23)